# کورنیسی
کورنیسی یا زنائور (گرجی: ყორნისი، آسی: Знауыр) یک روستا در ناحیه زنائور در اوستیای جنوبی و کشور گرجستان است.
در کورنیسی، صنایع نجاری و صنایع غذایی توسعه یافته‌اند و امکانات زیرساختی از جمله کتابخانه، بیمارستان، داروخانه، آموزش پیش‌دبستانی و مدرسه در حال فعالیت هستند.